# Liogenys acutidens
Liogenys acutidens är en skalbaggsart som beskrevs av Moser 1919. Liogenys acutidens ingår i släktet Liogenys och familjen Melolonthidae. Inga underarter finns listade i Catalogue of Life.